# Frances Vane
Frances Anne Vane, Hầu tước phu nhân xứ Londonderry (17 tháng 1 năm 1800 – 20 tháng 1 năm 1865) là một nữ thừa kế và là quý tộc người Anh-Ireland. 